# Heterodactyla
Heterodactyla is een geslacht van zeeanemonen uit de klasse van de Anthozoa (bloemdieren).

## Soorten
- Heterodactyla hemprichii Ehrenberg, 1834
- Heterodactyla hypnoides Saville-Kent, 1893